# لوید لولین جونز
لوید لولین جونز، (به انگلیسی: Lloyd Llewellyn-Jones) استاد ولزی تاریخ باستان، با تمرکز بر ایران باستان، به ویژه دوره هخامنشیان (۵۵۰–۳۳۰ قبل از میلاد) است. قبل از این، او در مطالعه یونان باستان تخصص داشت. از سال ۲۰۱۶، او دارای کرسی تاریخ باستان در دانشگاه کاردیف است. پیش از آن، او در بخش کلاسیک دانشگاه ادینبورگ خدمت می‌کرد و در سال ۲۰۱۵، استاد یونان باستان و ایران‌شناسی شد.
لوید لولین جونز همچنین مدیر برنامه ایران باستان به دستور مؤسسه مطالعات فارسی بریتانیا است. او به‌طور منظم به تاریخ بی‌بی‌سی، تاریخ امروز، و تاریخ جهانی، در میان دیگران کمک می‌کند. لولین جونزمونوگراف‌های متعدد، چندین کتاب نوشته و آثار متعددی را ویرایش کرده یا در ویراستاری آنها سهیم بوده است.

## کتابشناسی برگزیده
- Aphrodite's Tortoise: The Veiled Woman of Ancient Greece. Classical Press of Wales, 2003.
- King and Court in Ancient Persia 559 to 331 BCE. Edinburgh University Press, 2013.
- Designs on the Past: How Hollywood Created the Ancient World. Edinburgh University Press, 2018.
- Persians: The Age of the Great Kings. Wildfire Books, 2022.
- Ancient Persia and the Book of Esther: Achaemenid Court Culture in the Hebrew Bible. I B Tauris, 2023.
- The Cleopatras: The Forgotten Queens of Egypt. Wildfire Books, 2024.